# Tuanbao (köpinghuvudort i Kina, Hubei Sheng, lat 30,34, long 109,13)
Tuanbao (kinesiska: 团堡, 团堡镇) är en köpinghuvudort i Kina. Den ligger i provinsen Hubei, i den centrala delen av landet, omkring 490 kilometer väster om provinshuvudstaden Wuhan. Antalet invånare är 59 580. Befolkningen består av 28 476 kvinnor och 31 104 män. Barn under 15 år utgör 19,0 %, vuxna 15-64 år 70 %, och äldre över 65 år 10,0 %.
Runt Tuanbao är det ganska tätbefolkat, med 185 invånare per kvadratkilometer. Tuanbao är det största samhället i trakten. I omgivningarna runt Tuanbao växer i huvudsak blandskog.
Genomsnittlig årsnederbörd är 1 580 millimeter. Den regnigaste månaden är september, med i genomsnitt 287 mm nederbörd, och den torraste är december, med 18 mm nederbörd.